# Legami di famiglia (film 2002)
Legami di famiglia è un film italiano del 2002, diretto da Pietro Sagliocco.

## Trama
Una famiglia napoletana dominata dal patriarca Vincenzo Maresca. In occasione della malattia di sua moglie, i figli si riuniscono, Marco ancora contrariato dai da un'infanzia difficile dovuta principalmente alla moralità cattolica e bigotta del padre, l'adulterio della madre, la loro separazione, i ricordi si infittiscono, mentre la malattia di sua madre volge al capolinea,  il quadro dei "Legami di famiglia" si completa quando Marco capisce che il desiderio di vedere riunita tutta la sua famiglia gli ha influenzato tutta la sua vita.